# Videografia de Red Velvet
Esta é uma videografia do grupo feminino sul-coreano Red Velvet.

## Vídeos musicais

### Como artista principal
| Título                 | Ano  | Diretor(es)          | Ref.         |
| ---------------------- | ---- | -------------------- | ------------ |
| "Happiness"            | 2014 | Woogie Kim           | [ 1 ]        |
| "Be Natural"           | 2014 | Kwon Soon-wook       | [ 2 ]        |
| "Automatic"            | 2015 | Shin Hee-won         | [ 3 ]        |
| "Ice Cream Cake"       | 2015 | Woogie Kim           | [ 3 ]        |
| "Dumb Dumb"            | 2015 | Beomjin (VM Project) | [ 4 ]        |
| "One of These Nights"  | 2016 | Shin Hee-won         | [ 5 ]        |
| "Russian Roulette"     | 2016 | Shin Hee-won         | [ 6 ]        |
| "Rookie"               | 2017 | Shin Hee-won         | [ 7 ]        |
| "Would U"              | 2017 | Koh In-gon           | [ 8 ]        |
| "Red Flavor"           | 2017 | Seong Chang-won      | [ 9 ]        |
| "Rebirth"              | 2017 | Shindong             | [ 10 ]       |
| "Peek-a-Boo"           | 2017 | Kim Zi-yong          | [ 11 ]       |
| "Bad Boy"              | 2018 | Kim Ja-kyeong        | [ 12 ]       |
| "I Just"               | 2018 | Elas mesmas          | [ 13 ]       |
| "#Cookie Jar"          | 2018 | Oh Ji-won            | [ 14 ]       |
| "Power Up"             | 2018 | Kim Ja-kyeong        | [ 15 ]       |
| "RBB (Really Bad Boy)" | 2018 | Oui Kim              | [ 16 ]       |
| "Sappy"                | 2019 | Kim Woo-je           | [ 17 ]       |
| "Zimzalabim"           | 2019 | Beomjin (VM Project) | [ 18 ]       |
| "Milkshake“            | 2019 | Desconhecido         | Desconhecido |
| "Umpah Umpah"          | 2019 | O                    | [ 19 ]       |
| "Psycho"               | 2019 | O                    | [ 20 ]       |

## Álbuns ao vivo
| Título                                     | Detalhes                                                                                   | Melhor posição | Melhor posição | Vendas       |
| Título                                     | Detalhes                                                                                   | JPN            | JPN            | Vendas       |
| Título                                     | Detalhes                                                                                   | DVD            | Blu-ray        | Vendas       |
| ------------------------------------------ | ------------------------------------------------------------------------------------------ | -------------- | -------------- | ------------ |
| Red Velvet 1st Concert "Red Room" in Japan | - Lançamento: 12 de setembro de 2018 (JPN) - Gravadora: Avex Trax - Formatos: DVD, Blu-ray | 8              | 15             | - JPN: 3,431 |
| Red Velvet 2nd Concert "REDMARE" in Japan  | - Lançamento: 31 de julho de 2019 (JPN) - Gravadora: Avex Trax - Formatos: DVD, Blu-ray    | 12             | 21             | - JPN: 2,880 |